# Massanes (Girona)

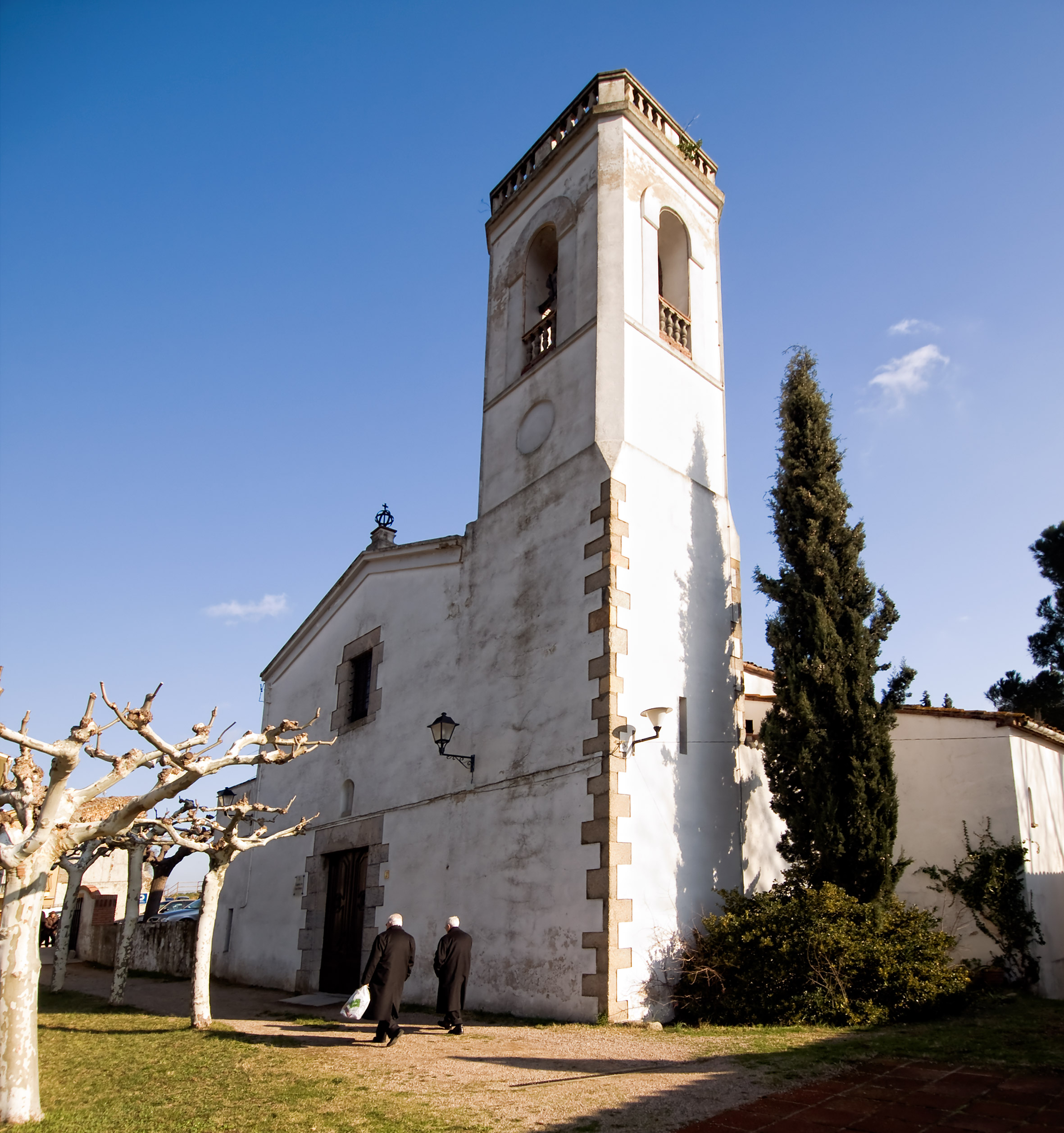
Kerk van Massanes

Massanes is een gemeente in de Spaanse provincie Girona in de regio Catalonië met een oppervlakte van 26 km². Massanes telt 742 inwoners (1 januari 2016).

## Demografische ontwikkeling
Bron: INE, 1877-2011: volkstellingen
Opm.: Tot 1860 behoorde Massanes tot de gemeente Sant Feliu de Buixalleu